# Bátya
Bátya is een dorp in het comitaat Bács-Kiskun in het zuiden van Hongarije. Het ligt 6 km ten zuiden van de hoofdstad Kalocsa.